# Frontière entre la Russie et la Suède
La frontière entre la Russie et la Suède est entièrement maritime, intégralement située en mer Baltique dans la baie de Gdańsk.

## Historique
La Suède et l'URSS signent un accord bilatéral le 18 avril 1988 délimitant la frontière. À la suite de la dislocation de l'URSS, il reste une seule portion russe avec l'oblast de Kaliningrad.
Le 24 octobre 1997, la Russie signe un accord avec la Lituanie permettant de déterminer  la position du tripoint.